# گمینا پاتسنا
گمینا پاتسنا (به لهستانی:  Gmina Pacyna) یک گمینا در لهستان است که در شهرستان گوستنگن واقع شده‌است. گمینا پاتسنا ۹۰٫۸۵ کیلومتر مربع مساحت و ۳٬۹۴۷ نفر جمعیت دارد.